# Diana Näcke
Diana Näcke (* 1974 in Schlema) ist eine deutsche Autorin und Regisseurin.
Diana Näcke studierte Journalismus und Theaterwissenschaften an der Universität Leipzig. Ihr Kino-Debüt, der Dokumentarfilm Meine Freiheit, Deine Freiheit, der in Ko-Produktion mit Das kleine Fernsehspiel (ZDF) und der Kölner Filmproduktion Tag/Traum entstand , erzählt die Geschichte zweier Frauen, die wegen verschiedener Delikte in der Justizvollzugsanstalt in Berlin-Lichtenberg einsitzen, sowie über deren Anstaltsdirektor. Er begleitet sie sowohl innerhalb als auch außerhalb des Gefängnisses, folgt aber keiner chronologischen Ordnung, sondern setzt das Porträt wie ein Mosaik aus verschiedenen Facetten zusammen und spiegelt so die von Brüchen gezeichneten Biografien.
Der Film lief auf verschiedenen internationalen Filmfestivals (u. a. RIDM Montreal , Berlinale , Hot Docs , und DOK.fest München) und wurde mit mehreren Preisen ausgezeichnet (u. a. Vorauswahl Deutscher Filmpreis Publikumspreis Internationales Dokumentarfilmfestival Brüssel , Treatment-Award von BR und Telepool GmbH). 2012 kam er in die deutschen Kinos (Edition Salzgeber).
2017 folgte Näckes zweiter Dokumentarfilm. In Die Geister, die mich riefen... (Produktion: Indi Film Berlin) begleitet sie den Deutschtürken Engin, der an den Ort seiner Kindheit reist, wo er den Dämonen seiner Familiengeschichte und denen seines Heimatlandes begegnet.,  Seine deutsche Premiere hatte der Film im Dokumentarfilm-Wettbewerb des Filmfestivals Max Ophüls Preis und wurde international auf dem MARFICI Filmfestival in Mar del Plata Argentinien uraufgeführt. Die Geister, die mich riefen... erhielt den Bremer Dokumentarfilmpreis , das 25p *cine Stipendium und startete im Dezember 2017 in den deutschen Kinos (Barsteiner-Film).
Das Entstehen ihres dritten Films, The fish knows everything..., wurde 2019 durch das Gerd Ruge Stipendium gefördert. der Film- und Medienstiftung NRW und das Stipendium Haus am See (Medienboard Berlin-Brandenburg, Lupa Film, Antonius Stiftung) erhielt. Den Stoff zum Film entwickelte Näcke während ihres achtmonatigen Aufenthaltes in der Kulturakademie Tarabya The fish knows everything... erzählt ein modernes Märchen, in dem ein Delfin den bevorstehenden Untergang Istanbuls ankündigt.
Diana Näcke lebt und arbeitet in Berlin.

## Filmografie
- 2011: Meine Freiheit, Deine Freiheit
- 2017: Die Geister, die mich riefen

## Musikvideos
- 2013 Masha Qrella – Saturday Night (Morrmusic)
- 2014 Masha Qrella – Boys Don’t Cry (Morrmusic)
- 2015 Chris Imler – I Used Too (Staatsakt)
- 2015 Oum Shatt – Tripped Up Laid Low (Snowhite Records)
- 2016 Masha Qrella – DJ (Morrmusic)
- 2016 Masha Qrella – Keys (Morrmusic)
- 2016 Saroos – Orange Book (Alien Transistor)
- 2016 Masha Qrella – Ticket To My Heart (Morrmusic)
- 2017 Masha Qrella – Pale Days (Jazzboy)
- 2019 Masha Qrella – Day After Day (Staatsakt)
- 2019 Masha Qrella – Arthur (HAU Berlin, zum 75. Geburtstag von Einar Schleef)
- 2020 Masha Qrella – Geister (Staatsakt)
- 2021 Masha Qrella – Blaudunkel (Staatsakt)
- 2021 Masha Qrella – Woanders (Staatsakt)

## Hörspiel
- 2021 WOANDERS – Einsamkeit als politisches Moment – eine Auseinandersetzung mit Texten von Thomas Brasch (Deutschlandfunk, Regie: Diana Näcke, Christina Runge, Masha Qrella)

## Filmfestivals, Stipendien und Awards
- 2009 Treatmentpreis Dokumentarfilm des Bayerischen Rundfunks und der Telepool GmbH: Meine Freiheit, Deine Freiheit
- 2011 Montreal International Documentary Festival: Meine Freiheit, Deine Freiheit
- 2012 Hot Docs: Meine Freiheit, Deine Freiheit
- 2012 DOK.fest München: Meine Freiheit, Deine Freiheit (Nominierung Bester Dokumentarfilm)
- 2012 Internationales Dokumentarfilm Festival Istanbul: Meine Freiheit, Deine Freiheit
- 2012 Internationales Film Festival Addis Abeba: Meine Freiheit, Deine Freiheit
- 2012 Internationales Doikumentarfilm Festival Brüssel: Meine Freiheit, Deine Freiheit (Publikumspreis)
- 2012 Bremer Dokumentarfilmpreis für das beste Treatment: Die Geister, die mich riefen
- 2013 Berlinale: Meine Freiheit, Deine Freiheit (Vorauswahl Deutscher Filmpreis)
- 2017 Filmfestival Max Ophüls Preis: Die Geister, die mich riefen
- 2017 Hamburger Dokumentarfilmwoche: Die Geister, die mich riefen
- 2017 MARFICI Mar del Plata: Die Geister, die mich riefen
- 2017 Neisse Film Festival: Die Geister, die mich riefen
- 2018/2019 Stipendium der Kulturakademie Tarabya, Istanbul
- 2019 Gerd Ruge Stipendium der Film- und Medienstiftung NRW: The Fish Knows Everything...
- 2019 Stipendium Haus am See (Medienboard Berlin-Brandenburg, Lupa Film, Antonius Stiftung): The Fish Knows Everything...
- 2021 Woanders – Hörspiel des Monats (Deutschlandfunk)[17]